# Olympische Winterspiele 2014/Eiskunstlauf – Teamwettbewerb
Der Teamwettbewerb im Eiskunstlauf bei den Olympischen Winterspielen 2014 fand vom 6. bis zum 9. Februar im Eisberg-Eislaufpalast statt. 
Es war das erste Mal, dass dieser Wettbewerb bei Olympischen Spielen ausgetragen wurde. Olympiasieger wurde die Mannschaft von Gastgeber Russland.

## Zeitplan
| Datum      | Wettbewerb            |
| ---------- | --------------------- |
| 6. Februar | Männer Kurzprogramm   |
| 6. Februar | Paarlauf Kurzprogramm |
| 8. Februar | Eistanz Kurzprogramm  |
| 8. Februar | Frauen Kurzprogramm   |
| 8. Februar | Paarlauf Kür          |
| 9. Februar | Männer Kurzprogramm   |
| 9. Februar | Eistanz Kurzprogramm  |
| 9. Februar | Frauen Kurzprogramm   |

## Teilnehmer
| Nation             | Männer Einzel                                     | Frauen Einzel                                           | Paarlauf                                                                                   | Eistanz                                                                                      |
| ------------------ | ------------------------------------------------- | ------------------------------------------------------- | ------------------------------------------------------------------------------------------ | -------------------------------------------------------------------------------------------- |
| China              | Yan Han                                           | Zhang Kexin                                             | Peng Cheng / Zhang Hao                                                                     | Huang Xintong / Zheng Xun                                                                    |
| Deutschland        | Peter Liebers                                     | Nathalie Weinzierl                                      | Maylin Wende / Daniel Wende                                                                | Nelli Schiganschina / Alexander Gazsi                                                        |
| Frankreich         | Florent Amodio                                    | Maé-Bérénice Méité                                      | Vanessa James / Morgan Ciprès                                                              | Nathalie Péchalat / Fabian Bourzat                                                           |
| Großbritannien     | Matthew Parr                                      | Jenna McCorkell                                         | Stacey Kemp / David King                                                                   | Penny Coomes / Nicholas Buckland                                                             |
| Italien            | Paul Bonifacio Parkinson                          | Carolina Kostner (Kurzprogramm) Valentina Marchei (Kür) | Stefania Berton / Ondřej Hotárek                                                           | Anna Cappellini / Luca Lanotte (Kurzprogramm) Charlène Guignard / Marco Fabbri (Kür)         |
| Japan              | Yuzuru Hanyū (Kurzprogramm) Tatsuki Machida (Kür) | Mao Asada (Kurzprogramm) Akiko Suzuki (Kür)             | Narumi Takahashi / Ryūichi Kihara                                                          | Cathy Reed / Chris Reed                                                                      |
| Kanada             | Patrick Chan (Kurzprogramm) Kevin Reynolds (Kür)  | Kaetlyn Osmond                                          | Meagan Duhamel / Eric Radford (Kurzprogramm) Kirsten Moore-Towers / Dylan Moscovitch (Kür) | Tessa Virtue / Scott Moir                                                                    |
| Russland           | Jewgeni Pljuschtschenko                           | Julija Lipnizkaja                                       | Tatjana Wolossoschar / Maxim Trankow (Kurzprogramm) Xenija Stolbowa / Fjodor Klimow (Kür)  | Jekaterina Bobrowa / Dmitri Solowjow (Kurzprogramm) Jelena Iljinych / Nikita Kazalapow (Kür) |
| Ukraine            | Jakiw Hodoroscha                                  | Natalija Popowa                                         | Julija Lawrentjewa / Jurij Rudyk                                                           | Siobhan Heekin-Canedy / Dmytro Dun                                                           |
| Vereinigte Staaten | Jeremy Abbott (Kurzprogramm) Jason Brown (Kür)    | Ashley Wagner (Kurzprogramm) Gracie Gold (Kür)          | Marissa Castelli / Simon Shnapir                                                           | Meryl Davis / Charlie White                                                                  |

## Ergebnisse

### Gesamtstand
| Rang | Land               | Kurzprogramme | Kurzprogramme | Kurzprogramme | Kurzprogramme | Kür/Kürtanz        | Kür/Kürtanz        | Kür/Kürtanz        | Kür/Kürtanz        | Punkte |
| Rang | Land               | Männer        | Paar          | Eistanz       | Frauen        | Paar               | Männer             | Frauen             | Eistanz            | Punkte |
| ---- | ------------------ | ------------- | ------------- | ------------- | ------------- | ------------------ | ------------------ | ------------------ | ------------------ | ------ |
| 1.   | Russland           | 9             | 10            | 8             | 10            | 10                 | 10                 | 10                 | 8                  | 75     |
| 2.   | Kanada             | 8             | 9             | 9             | 6             | 9                  | 9                  | 6                  | 9                  | 65     |
| 3.   | Vereinigte Staaten | 4             | 6             | 10            | 7             | 7                  | 7                  | 9                  | 10                 | 60     |
| 4.   | Italien            | 1             | 7             | 6             | 9             | 8                  | 6                  | 8                  | 7                  | 52     |
| 5.   | Japan              | 10            | 3             | 3             | 8             | 6                  | 8                  | 7                  | 6                  | 51     |
| 6.   | Frankreich         | 6             | 4             | 7             | 5             | nicht qualifiziert | nicht qualifiziert | nicht qualifiziert | nicht qualifiziert | 22     |
| 7.   | China              | 7             | 8             | 1             | 4             | nicht qualifiziert | nicht qualifiziert | nicht qualifiziert | nicht qualifiziert | 20     |
| 8.   | Deutschland        | 5             | 5             | 5             | 2             | nicht qualifiziert | nicht qualifiziert | nicht qualifiziert | nicht qualifiziert | 17     |
| 9.   | Ukraine            | 3             | 2             | 2             | 3             | nicht qualifiziert | nicht qualifiziert | nicht qualifiziert | nicht qualifiziert | 10     |
| 10.  | Großbritannien     | 2             | 1             | 4             | 1             | nicht qualifiziert | nicht qualifiziert | nicht qualifiziert | nicht qualifiziert | 8      |

### Kurzprogramme

#### Männer Einzel
| Rang | Athlet                   | Land               | TSS   | TES   | PCS   | SS   | TR   | PE   | CH   | IN   | Ded   | Punkte |
| ---- | ------------------------ | ------------------ | ----- | ----- | ----- | ---- | ---- | ---- | ---- | ---- | ----- | ------ |
| 1.   | Yuzuru Hanyū             | Japan              | 97.98 | 52.55 | 45.43 | 9.18 | 8.96 | 9.11 | 9.04 | 9.14 | 0.00  | 10     |
| 2.   | Jewgeni Pljuschtschenko  | Russland           | 91.39 | 48.18 | 43.21 | 8.75 | 7.93 | 8.96 | 8.64 | 8.93 | 0.00  | 9      |
| 3.   | Patrick Chan             | Kanada             | 89.71 | 44.03 | 45.68 | 9.21 | 9.11 | 9.00 | 9.11 | 9.25 | 0.00  | 8      |
| 4.   | Yan Han                  | China              | 85.52 | 46.59 | 38.93 | 8.14 | 7.50 | 7.68 | 7.79 | 7.82 | 0.00  | 7      |
| 5.   | Florent Amodio           | Frankreich         | 79.93 | 40.86 | 39.07 | 7.93 | 7.18 | 8.11 | 7.71 | 8.14 | 0.00  | 6      |
| 6.   | Peter Liebers            | Deutschland        | 79.61 | 43.50 | 36.11 | 7.29 | 7.07 | 7.18 | 7.32 | 7.25 | 0.00  | 5      |
| 7.   | Jeremy Abbott            | Vereinigte Staaten | 65.65 | 27.22 | 39.43 | 8.00 | 7.75 | 7.64 | 8.11 | 7.93 | −1.00 | 4      |
| 8.   | Jakiw Hodoroscha         | Ukraine            | 60.51 | 32.26 | 28.25 | 5.82 | 5.46 | 5.68 | 5.61 | 5.68 | 0.00  | 3      |
| 9.   | Matthew Parr             | Großbritannien     | 57.40 | 29.71 | 27.69 | 5.68 | 5.36 | 5.61 | 5.54 | 5.50 | 0.00  | 2      |
| 10.  | Paul Bonifacio Parkinson | Italien            | 53.94 | 28.08 | 27.86 | 5.71 | 5.11 | 5.68 | 5.57 | 5.79 | −2.00 | 1      |

#### Paarlauf
| Rang | Athleten                             | Land               | TSS   | TES   | PCS   | SS   | TR   | PE   | CH   | IN   | Ded   | Punkte |
| ---- | ------------------------------------ | ------------------ | ----- | ----- | ----- | ---- | ---- | ---- | ---- | ---- | ----- | ------ |
| 1.   | Tatjana Wolossoschar / Maxim Trankow | Russland           | 83.79 | 45.10 | 38.69 | 9.57 | 9.39 | 9.68 | 9.86 | 9.86 | 0.00  | 10     |
| 2.   | Meagan Duhamel / Eric Radford        | Kanada             | 73.10 | 41.30 | 31.80 | 7.86 | 7.96 | 8.00 | 7.96 | 7.96 | 0.00  | 9      |
| 3.   | Peng Cheng / Zhang Hao               | China              | 71.01 | 40.97 | 30.04 | 7.61 | 7.29 | 7.54 | 7.50 | 7.61 | 0.00  | 8      |
| 4.   | Stefania Berton / Ondřej Hotárek     | Italien            | 70.31 | 38.43 | 31.88 | 7.89 | 7.75 | 8.04 | 8.00 | 8.18 | 0.00  | 7      |
| 5.   | Marissa Castelli / Simon Shnapir     | Vereinigte Staaten | 64.25 | 34.99 | 29.26 | 7.32 | 7.11 | 7.39 | 7.32 | 7.43 | 0.00  | 6      |
| 6.   | Maylin Wende / Daniel Wende          | Deutschland        | 60.82 | 33.80 | 27.02 | 6.79 | 6.50 | 6.89 | 6.71 | 6.89 | 0.00  | 5      |
| 7.   | Vanessa James / Morgan Ciprès        | Frankreich         | 57.45 | 30.36 | 28.09 | 7.11 | 6.89 | 6.93 | 7.11 | 7.07 | −1.00 | 4      |
| 8.   | Narumi Takahashi / Ryūichi Kihara    | Japan              | 46.56 | 25.13 | 21.43 | 5.50 | 5.04 | 5.39 | 5.50 | 5.36 | 0.00  | 3      |
| 9.   | Julija Lawrentjewa / Jurij Rudyk     | Ukraine            | 46.34 | 25.27 | 21.07 | 5.32 | 5.04 | 5.32 | 5.36 | 5.29 | 0.00  | 2      |
| 10.  | Stacey Kemp / David King             | Großbritannien     | 44.70 | 24.44 | 21.26 | 5.32 | 5.14 | 5.36 | 5.36 | 5.39 | −1.00 | 1      |

#### Eistanz
| Rang | Athleten                              | Land               | TSS   | TES   | PCS   | SS   | TR   | PE   | CH   | IN   | Ded   | Punkte |
| ---- | ------------------------------------- | ------------------ | ----- | ----- | ----- | ---- | ---- | ---- | ---- | ---- | ----- | ------ |
| 1.   | Meryl Davis / Charlie White           | Vereinigte Staaten | 75.98 | 37.07 | 38.91 | 9.64 | 9.54 | 9.86 | 9.75 | 9.82 | 0.00  | 10     |
| 2.   | Tessa Virtue / Scott Moir             | Kanada             | 72.98 | 35.22 | 37.76 | 9.36 | 9.36 | 9.50 | 9.46 | 9.50 | 0.00  | 9      |
| 3.   | Jekaterina Bobrowa / Dmitri Solowjow  | Russland           | 70.27 | 34.22 | 36.05 | 9.00 | 8.75 | 9.18 | 8.89 | 9.18 | 0.00  | 8      |
| 4.   | Nathalie Péchalat / Fabian Bourzat    | Frankreich         | 69.15 | 34.50 | 34.65 | 8.64 | 8.54 | 8.82 | 8.64 | 8.68 | 0.00  | 7      |
| 5.   | Anna Cappellini / Luca Lanotte        | Italien            | 64.92 | 31.00 | 33.92 | 8.39 | 8.29 | 8.54 | 8.61 | 8.54 | 0.00  | 6      |
| 6.   | Nelli Schiganschina / Alexander Gazsi | Deutschland        | 58.04 | 29.78 | 28.26 | 7.11 | 6.71 | 7.39 | 7.21 | 6.93 | 0.00  | 5      |
| 7.   | Penny Coomes / Nicholas Buckland      | Großbritannien     | 52.93 | 24.01 | 29.92 | 7.36 | 7.29 | 7.57 | 7.57 | 7.57 | −1.00 | 4      |
| 8.   | Cathy Reed / Chris Reed               | Japan              | 52.00 | 25.86 | 26.14 | 6.57 | 6.29 | 6.75 | 6.43 | 6.61 | 0.00  | 3      |
| 9.   | Siobhan Heekin-Canedy / Dmytro Dun    | Ukraine            | 49.19 | 25.79 | 23.40 | 5.93 | 5.75 | 5.75 | 6.11 | 5.71 | 0.00  | 2      |
| 10.  | Huang Xintong / Zheng Xun             | China              | 47.88 | 23.64 | 24.24 | 6.21 | 5.86 | 6.14 | 6.14 | 5.96 | 0.00  | 1      |

#### Frauen Einzel
| Rang | Athletin           | Land               | TSS   | TES   | PCS   | SS   | TR   | PE   | CH   | IN   | Ded   | Punkte |
| ---- | ------------------ | ------------------ | ----- | ----- | ----- | ---- | ---- | ---- | ---- | ---- | ----- | ------ |
| 1.   | Julija Lipnizkaja  | Russland           | 72.90 | 39.39 | 33.51 | 8.43 | 8.07 | 8.43 | 8.54 | 8.43 | 0.00  | 10     |
| 2.   | Carolina Kostner   | Italien            | 70.84 | 35.92 | 34.92 | 8.64 | 8.36 | 8.86 | 8.75 | 9.04 | 0.00  | 9      |
| 3.   | Mao Asada          | Japan              | 64.07 | 31.25 | 33.82 | 8.54 | 8.14 | 8.39 | 8.50 | 8.71 | −1.00 | 8      |
| 4.   | Ashley Wagner      | Vereinigte Staaten | 63.10 | 32.16 | 30.94 | 7.86 | 7.46 | 7.68 | 7.75 | 7.93 | 0.00  | 7      |
| 5.   | Kaetlyn Osmond     | Kanada             | 62.54 | 33.86 | 28.68 | 7.04 | 6.96 | 7.21 | 7.18 | 7.46 | 0.00  | 6      |
| 6.   | Maé-Bérénice Méité | Frankreich         | 55.45 | 29.75 | 25.70 | 6.46 | 6.18 | 6.43 | 6.43 | 6.64 | 0.00  | 5      |
| 7.   | Zhang Kexin        | China              | 54.58 | 31.75 | 22.83 | 6.04 | 5.39 | 5.71 | 5.79 | 5.61 | 0.00  | 4      |
| 8.   | Natalija Popowa    | Ukraine            | 53.44 | 27.95 | 25.49 | 6.54 | 6.11 | 6.30 | 6.32 | 6.39 | 0.00  | 3      |
| 9.   | Nathalie Weinzierl | Deutschland        | 52.16 | 28.21 | 24.95 | 6.36 | 5.93 | 6.25 | 6.29 | 6.36 | −1.00 | 2      |
| 10.  | Jenna McCorkell    | Großbritannien     | 50.09 | 26.48 | 23.61 | 5.93 | 5.57 | 6.11 | 5.86 | 6.04 | 0.00  | 1      |

### Kür/Kürtanz

#### Paarlauf
| Rang | Athleten                                | Land               | TSS    | TES   | PCS   | SS   | TR   | PE   | CH   | IN   | Ded   | Punkte |
| ---- | --------------------------------------- | ------------------ | ------ | ----- | ----- | ---- | ---- | ---- | ---- | ---- | ----- | ------ |
| 1.   | Xenija Stolbowa / Fjodor Klimow         | Russland           | 135.09 | 67.03 | 68.06 | 8.39 | 8.29 | 8.57 | 8.61 | 8.68 | 0.00  | 10     |
| 2.   | Kirsten Moore-Towers / Dylan Moscovitch | Kanada             | 129.74 | 64.89 | 64.85 | 8.14 | 7.82 | 8.25 | 8.11 | 8.21 | 0.00  | 9      |
| 3.   | Stefania Berton / Ondřej Hotárek        | Italien            | 120.82 | 60.45 | 61.37 | 7.71 | 7.46 | 7.61 | 7.75 | 7.82 | −1.00 | 8      |
| 4.   | Marissa Castelli / Simon Shnapir        | Vereinigte Staaten | 117.94 | 60.27 | 58.67 | 7.32 | 7.21 | 7.39 | 7.32 | 7.43 | −1.00 | 7      |
| 5.   | Narumi Takahashi / Ryūichi Kihara       | Japan              | 86.33  | 43.86 | 42.47 | 5.54 | 5.04 | 5.36 | 5.29 | 5.32 | 0.00  | 6      |

#### Männer Einzel
| Rang | Athleten                 | Land               | TSS    | TES   | PCS   | SS   | TR   | PE   | CH   | IN   | Ded   | Punkte |
| ---- | ------------------------ | ------------------ | ------ | ----- | ----- | ---- | ---- | ---- | ---- | ---- | ----- | ------ |
| 1.   | Jewgeni Pljuschtschenko  | Russland           | 168.20 | 81.48 | 86.72 | 8.75 | 7.54 | 9.14 | 8.79 | 9.14 | 0.00  | 10     |
| 2.   | Kevin Reynolds           | Kanada             | 167.92 | 89.00 | 78.92 | 7.93 | 7.64 | 8.00 | 7.96 | 7.93 | 0.00  | 9      |
| 3.   | Tatsuki Machida          | Japan              | 165.85 | 83.13 | 82.72 | 8.32 | 7.82 | 8.32 | 8.36 | 8.54 | 0.00  | 8      |
| 4.   | Jason Brown              | Vereinigte Staaten | 153.67 | 75.45 | 79.22 | 7.79 | 7.82 | 7.93 | 7.96 | 8.11 | −1.00 | 7      |
| 5.   | Paul Bonifacio Parkinson | Italien            | 121.23 | 66.97 | 56.26 | 5.89 | 5.21 | 5.75 | 5.57 | 5.71 | −2.00 | 6      |

#### Frauen Einzel
| Rang | Athleten          | Land               | TSS    | TES   | PCS   | SS   | TR   | PE   | CH   | IN   | Ded   | Punkte |
| ---- | ----------------- | ------------------ | ------ | ----- | ----- | ---- | ---- | ---- | ---- | ---- | ----- | ------ |
| 1.   | Julija Lipnizkaja | Russland           | 141.51 | 71.69 | 69.82 | 8.64 | 8.43 | 8.86 | 8.82 | 8.89 | 0.00  | 10     |
| 2.   | Gracie Gold       | Vereinigte Staaten | 129.38 | 68.49 | 61.89 | 7.82 | 7.43 | 7.86 | 7.75 | 7.82 | 0.00  | 9      |
| 3.   | Valentina Marchei | Italien            | 112.51 | 54.00 | 58.51 | 7.21 | 7.04 | 7.50 | 7.32 | 7.50 | 0.00  | 8      |
| 4.   | Akiko Suzuki      | Japan              | 112.33 | 49.32 | 63.01 | 8.07 | 7.75 | 7.71 | 7.89 | 7.96 | 0.00  | 7      |
| 5.   | Kaetlyn Osmond    | Kanada             | 110.73 | 54.53 | 57.20 | 7.11 | 6.89 | 7.25 | 7.21 | 7.29 | −1.00 | 6      |

#### Eistanz
| Rang | Athleten                           | Land               | TSS    | TES   | PCS   | SS   | TR   | PE   | CH   | IN   | Ded   | Punkte |
| ---- | ---------------------------------- | ------------------ | ------ | ----- | ----- | ---- | ---- | ---- | ---- | ---- | ----- | ------ |
| 1.   | Meryl Davis / Charlie White        | Vereinigte Staaten | 114.34 | 55.80 | 58.54 | 9.64 | 9.61 | 9.96 | 9.89 | 9.82 | 0.00  | 10     |
| 2.   | Tessa Virtue / Scott Moir          | Kanada             | 107.56 | 50.37 | 57.19 | 9.50 | 9.32 | 9.64 | 9.68 | 9.68 | 0.00  | 9      |
| 3.   | Jelena Iljinych / Nikita Kazalapow | Russland           | 103.48 | 50.36 | 54.12 | 9.00 | 8.68 | 9.25 | 9.25 | 9.18 | −1.00 | 8      |
| 4.   | Charlène Guignard / Marco Fabbri   | Italien            | 81.25  | 41.33 | 39.92 | 6.71 | 6.43 | 6.75 | 6.82 | 6.71 | 0.00  | 7      |
| 5.   | Cathy Reed / Chris Reed            | Japan              | 76.34  | 38.13 | 39.21 | 6.54 | 6.32 | 6.68 | 6.75 | 6.54 | −1.00 | 6      |